# Museo del Ferrocarril José Cardoso Téllez
Museo del Ferrocarril José Cardoso Téllez es un museo de la ciudad de Acámbaro, Guanajuato, México. Fue inaugurado en 2001 en la antigua estación de trenes de esa ciudad.
Este museo resguarda una serie de colecciones de objetos y fotográficas que permiten entender el grado de desarrollo tecnológico alcanzado por los ferrocarriles mexicanos. Entre las piezas más destacadas se encuentran las dos locomotoras de vapor construidas íntegramente por los obreros del taller de esta ciudad en el año de 1944.

## Historia
El museo se ubica en lo que fue la línea del Ferrocarril Nacional de México, misma que concluida su extensión conectó al centro del país con la frontera norte.

### Antecedentes históricos
La línea férrea que ocupa fue concebida desde su origen, con un carácter internacional. Tocaría los  puntos que  se expresan a  continuación:  
- Parte  de  la  capital de  la  República,  subiendo hasta  la  elevada cima  del  Monte  de  las  Cruces  para  continuar  por  Toluca,  Ixtlahuaca,  y  haciendas  de E  y  Solís,  pertenecientes  al  Estado  de  México.
- Seguiría por Maravatío y  Ziritzicuaro  en Michoacán.
- Desde ahí se dirigiría a Tarandacuao, Acámbaro,  Salvatierra, Celaya y Empalme González  (hoy Empalme  Escobedo); San Miguel Allende, Atotonilco, Dolores Hidalgo y  Hacienda del Cubo, en el estado de Guanajuato.
- Posteriormente pasaría por Valle de San Francisco, San Luis Potosí, Bocas, Venado, Laguna Seca, Matehuala, Cedral, y El Salvador correspondientes al estado de San Luis Potosí.
- Después seguiría hacia La Ventura, San Antonio, Rancho Nuevo, Saltillo, y Ramos Arizpe del estado de Coahuila.
- Continuaría hacia Monterrey, Salinas, Villa Aldama, Bustamante, y Lampazos del estado de Nuevo León.
- Su recorrido terminaría, en Nuevo Laredo con  una  extensión  de 1376 Kilómetros de vía y continuando después de atravesar el caudaloso Río Bravo para hacer conexión con la línea americana en Corpus Christi.[3]

Esto atrajo el interés de diversos grupos, nacionales y extranjeros, para participar de su construcción. Estos presentaron al gobierno de Lerdo de Tejada, sus proyectos para diferentes rutas en varias zonas del país pero se promovió la construcción de la ruta entre México y Toluca considerándose una de las más importantes para comenzar el enlace del corazón de la República con la frontera Norte. 
Posteriormente, en 1853, se concedió a Ignacio Fuentes, por el gobierno del Antonio López de Santa Anna, el privilegio exclusivo para construir un ferrocarril que partiendo de México terminaría en Maravatío, ya que se tenía el proyecto para correr en vía ancha de México a El Salto, Hidalgo. Esta concesión que puede considerarse como el primer ensayo, fue totalmente infructuosa por no haberse construido ni un solo palmo de dicho ferrocarril. En octubre de 1865 se revivió la idea de construirlo, aunque fijándose como término del mismo la ciudad de Toluca. Y se hizo a la empresa Selpion Sauvage & Co, una promesa de concesión habiéndose otorgado en forma definitiva por resolución del 9 de enero de 1866.

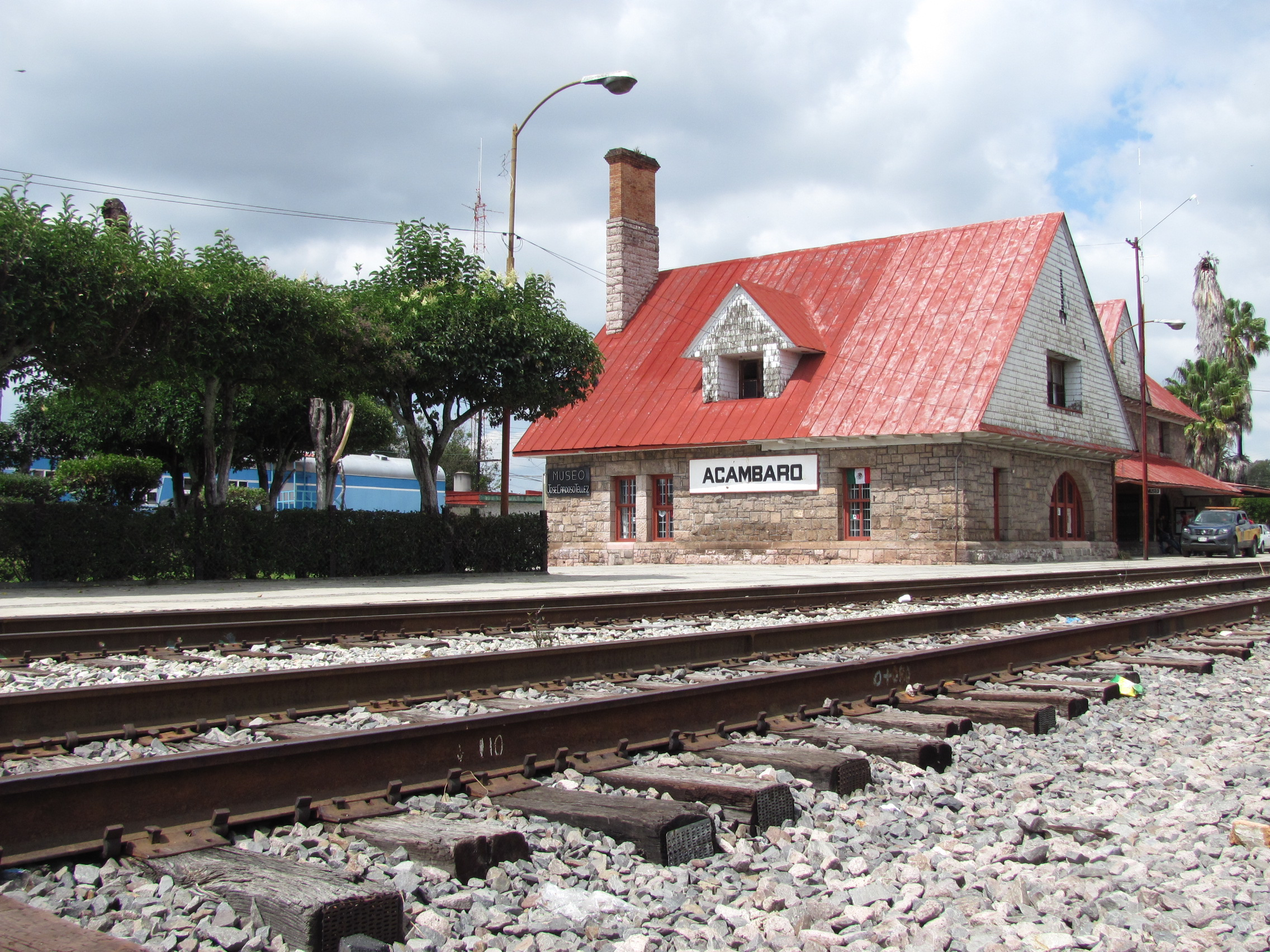
Antiguos andenes de la estación,

Fue hasta octubre de 1870 cuando el gobernador del Estado de México, Mariano Riva Palacio, tomó la iniciativa para establecerla por fin. Se obtuvo la concesión para construir la línea de México a Toluca con ramal a Cuautitlán mismo que quedó concluido en una extensión de 26 kilómetros más 500 metros el 2 de abril de 1878. Continuó después la vía hacia Toluca construyendo los primeros 5 kilómetros más 360 metros entre Tacuba y San Bartolo Naucalpan, quedando terminada el 4 de noviembre de 1878. Desde ahí continuaron construyendo 3 kilómetros más, pero al no tener más avance el 10 de septiembre de 1879, la empresa del ferrocarril de Toluca y Cuautitlán transfirió todos sus derechos y obligaciones a la compañía Constructora Nacional Mexicana.
Con esta compañía comenzó sin duda una nueva era para la vía férrea a Toluca. Esa empresa venció los grandes obstáculos topográficos que se encontraron entre Michoacán y el Estado de México. El 12 de noviembre de 1877, los señores Palmer y Sullivan obtuvieron concesión para continuar el ferrocarril que uniera a Toluca y Morelia, la cual comenzó a ser trabajada el 14 de octubre de 1880 en el Monte de Las Cruces hacia Toluca, recordando que esta línea fue la primera construida en México de vía angosta. Así, el 4 de mayo de 1882 quedó clavado el último riel en el tramo de México a Toluca, llegando a esta ciudad la primera locomotora. Al siguiente día corrió entre ambas ciudades el primer tren de prueba conduciendo un grupo de personas seleccionadas invitadas por el gobierno del Estado de México, y el 4 de septiembre se pone en servicio de pasajeros para todo el público, haciendo hincapié que el servicio de carga se pone en servicio hasta el 6 de febrero de 1883 y así se concluyó el tramo de México a Toluca con 73 kilómetros 116 metros.
Para enero de 1881 se comenzaron los trabajos de terracería en inmediaciones de Morelia con dirección a Pátzcuaro y Acámbaro simultáneamente, ya esta vía se proyectó en vía ancha 1.430 mm igual que la vía de Celaya a Acámbaro. Y se sigue trabajando y para septiembre de 1882 llegó la primera locomotora hasta el Cañón del Zopilote, localizado en el kilómetro 168 de la ruta Toluca a Maravatío, a escasa distancia del estado de Michoacán, y en el norte en octubre de 1882 se pone en explotación el tramo de Salinas Victoria a Monterrey. El 6 de febrero de 1883 se inaugura solemnemente la sección de Toluca a Maravatío con 150 kilómetros más 20 metros, y continúan los trabajos en forma por demás acelerada y el 6 de abril de 1883 se abrió el tráfico entre Maravatío y Acámbaro con una extensión de 61 kilómetros 75 metros.

## Sede del museo
El edificio de la Antigua Estación de Trenes en Acámbaro, Guanajuato, que alberga desde el 2000 el Museo Ferrocarrilero José Cardoso Téllez, es una construcción que tuvo su origen en el diseño del arquitecto estadounidense Bradford Lee Gilbert. Fue la última de tres construcciones que sirvieron como estación del ferrocarril en Acámbaro, la primera de las cuales se ubicó entre las calles Manuel Doblado y Mártires de la Democracia (hoy Héroe de Nacozari). Las dos últimas estaciones del tren se localizaron donde se encuentra la que alberga al museo.

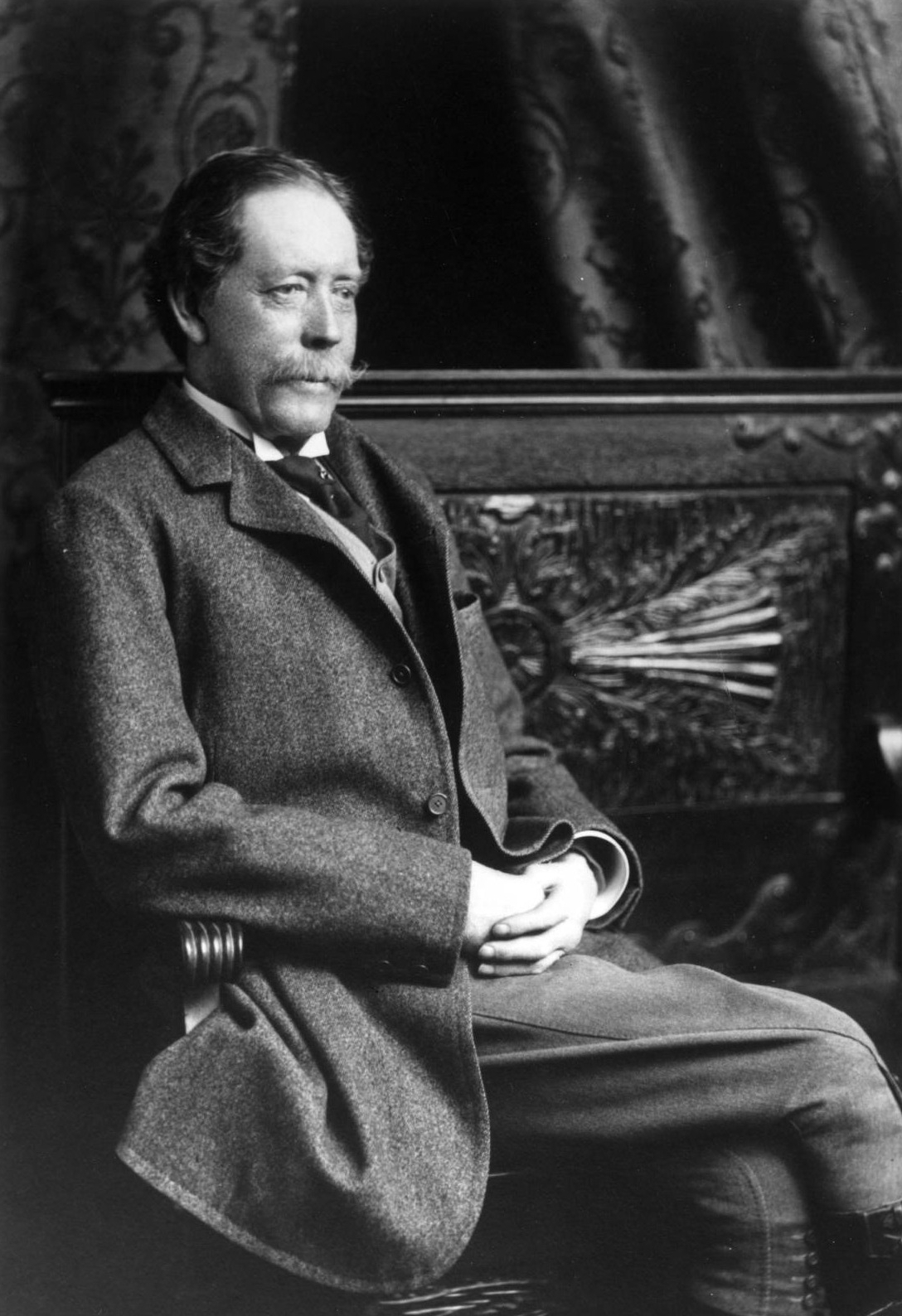
William Jackson Palmer

Bradford Lee Gilbert fue contratado por el accionista mayoritario de la Denver & Rio Grande Railroad, William Jackson Palmer, para realizar varias construcciones en el Centro de México y Estados Unidos. El arquitecto propuso a la Junta Directiva, el diseño arquitectónico para diversas estaciones en el sur de los Estados Unidos de América, cuya característica principal era, incluir en el diseño, espacios de segregación racial. Es decir, contemplaba la separación entre gente blanca, gente de color y migrantes propuesta originalmente por otro arquitecto, Henry Hobson Richardson, en un modelo de estación de trenes llamado “Class”. De esta manera, el diseño de la estación de Acámbaro mantuvo la división entre áreas designadas para gente blanca, empleados y campesinos. Además, Lee Gilbert añadió diversos espacios relativos al servicio de pasajeros, correo y servicio express, así como áreas para comedor. 
Al mismo tiempo Palmer convocó a un equipo de intelectuales para realizar un viaje a México para examinar posibles rutas para una línea de tren que vinculara a Manzanillo con Texas. Este equipo estuvo integrado por la artista, escritora y científica Rose Georgina Kingsley, el William S. Rosencrans y Queen Palmer esposa del magnate rielero, quienes arribaron a Manzanillo y desde ahí exploraron hacia Colima, Guadalajara, Guanajuato, Querétaro y Ciudad de México, identificando la topografía de la región. Una vez que recibió el visto bueno de Rose Georgina Kingsley, el arquitecto identificó un espacio idóneo para la instalación de cobertizos, primero, y bodegas, que servirían para surtir del material necesario en el tendido de los caminos de acero y de la estación. De acuerdo con una serie de documentos encontrados en el repositorio de la compañía en Denver, Colorado, la construcción del edificio, en piedra y cantera, se llevó a cabo en el mes de diciembre de 1891, y el propio William Jackson Palmer inauguró el edificio que hoy conocemos el 4 de julio de 1892, en referencia, claro está, al Día de la Independencia de los Estados Unidos de América. A partir de entonces, estuvo destinada únicamente al servicio de los ejecutivos de la Denver & Rio Grande Railroad, así como a las tripulaciones norteamericanas y los empleados mexicanos de más alto rango.  

## Historia del museo

### Acámbaro y la construcción de locomotoras de vapor
El Taller del Ferrocarril comenzó a dar servicio con personal artesanal en 1888, y al inicio del siglo XX, empezó a dar servicio de reparación de equipo, así como de locomotoras, contando desde sus inicios con un número considerable de empleados, lo cual generó un crecimiento poblacional y económico de la ciudad. Posteriormente, se inaugura también la fundición, donde se hacían varias piezas para las unidades de arrastre, así como piezas para cambiar a equipo y locomotoras.

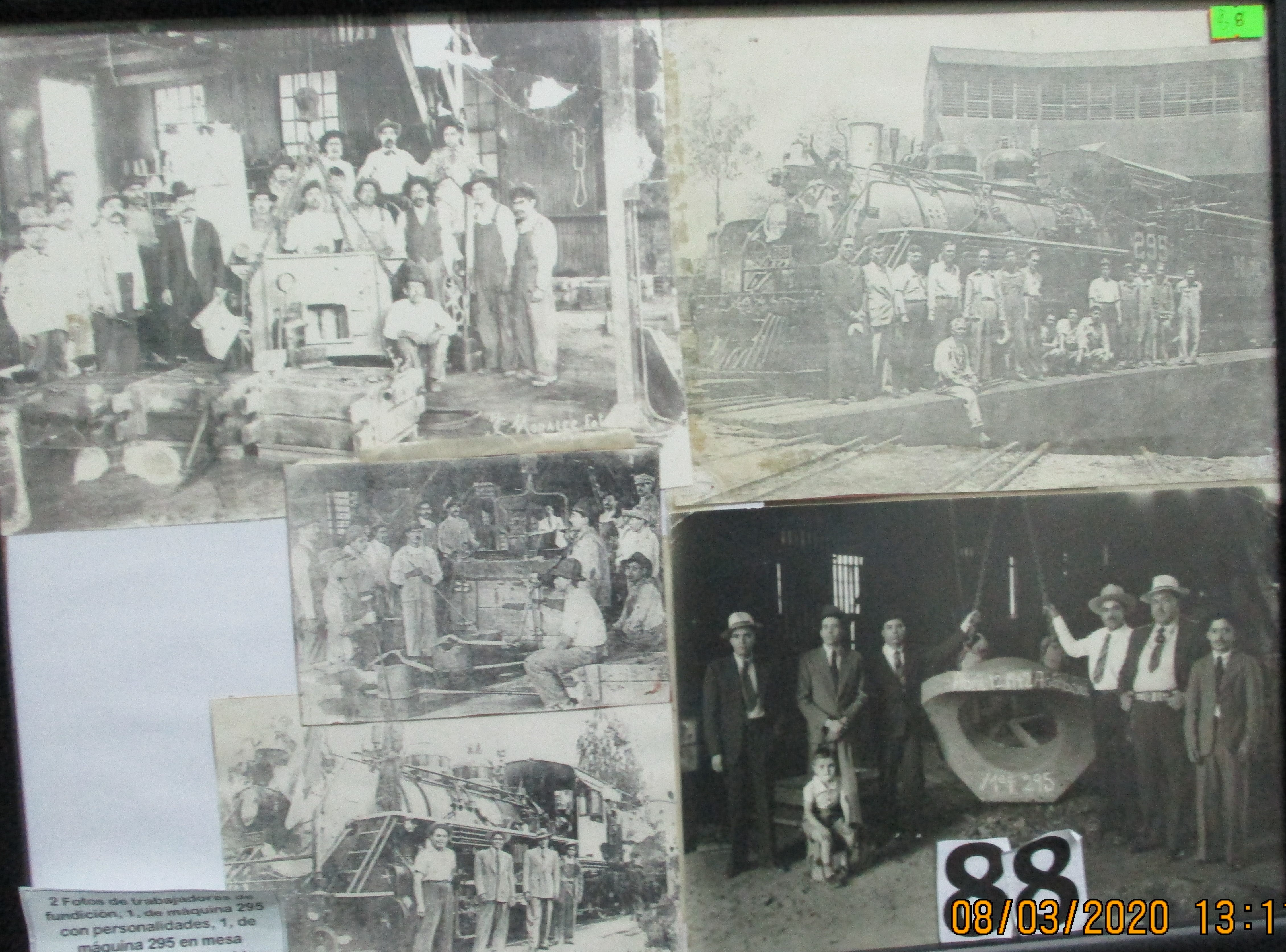
Secuencia de fotos de la construcción de la "Exploradora" y la "Fidelita"

Lo anterior genera una vez más, el incremento de personal para este servicio. Como colofón, se establece el servicio de mesa giratoria, ofreciendo la posibilidad de reparación de locomotoras de vapor. Desgraciadamente la fundición deja de ofrecer servicio en la década de los 70 y la mesa giratoria también se quita en la misma década a consecuencia del ingreso de las locomotoras diésel.
Otro dato muy importante y sobresaliente del taller de Acámbaro es que en 1938 llega el Maestro Mecánico José Cardoso Téllez, personaje muy inquieto y optimista quien quiso demostrar que no solamente los gringos tenían capacidad para construir locomotoras sino que también los mexicanos de este pedazo de tierra eran capaces, y para el año de 1940, después de pedir autorización a la empresa y sindicato (no sin antes atravesar por algunos señalamientos negativos de propios y extraños), se impone su decisión y emprende su propósito acompañado  de varios trabajadores capaces de construir locomotoras clase GR-31 parecidas a las GR-29 y 30, o también a la clase H-11-R de tipo ligero, construidas en Estados Unidos.

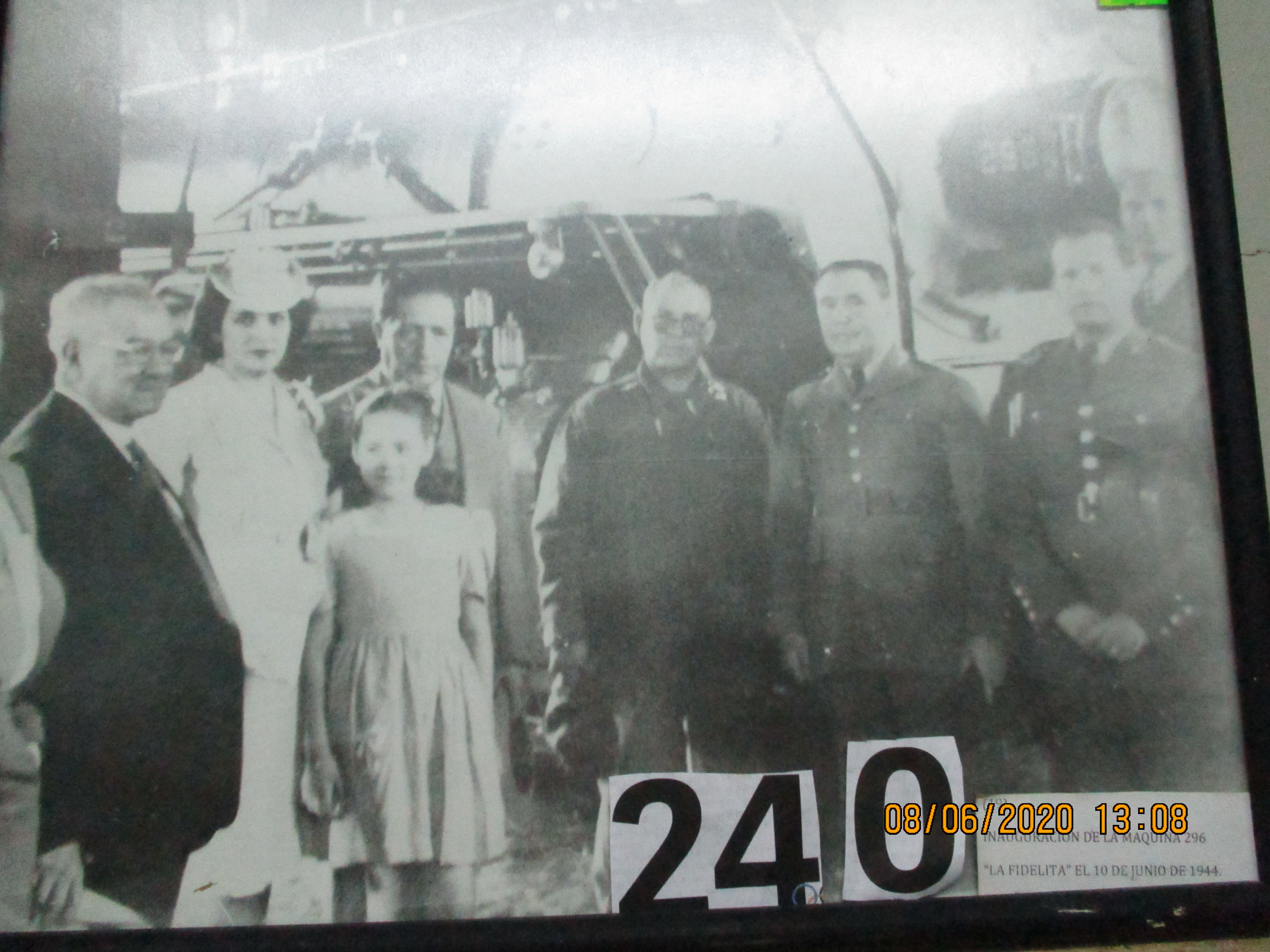
Foto de la Inauguración de la Fidelita en 1944

Cardoso tomó la decisión por la GR-31, considerando la estimación de gasto. El recurso aplicado fue de $ 185,543.00 contra los $ 358,575.00 que costaba una locomotora gringa, y efectivamente ese fue su costo y el 12 de septiembre de 1942 sale la locomotora 295 con una potencia de 27000 libras contra las 14000 y 18000 que mostraban las construidas en Estados Unidos. La locomotora 295 sale a camino como "exploradora", aunque el maestro mecánico y todo su equipo estaban seguros de su trabajo y no esperaban sufrir alguna decepción, y viendo también todas las ventajas con las que había salido y su capacidad, las autoridades ferroviarias autorizan la construcción de la segunda que se realizaría con la misma técnica que la primera.  
Así, el 10 de junio de 1944 salió a camino la locomotora 296, pero con la diferencia que a esta sí se le hacen los honores que no le hicieron a la primera, acudiendo autoridades gubernamentales y de la empresa a la inauguración. 
Al evento asiste la esposa del gerente de ferrocarriles quien llegó con un cuadro de depresión muy fuerte, originado por la pérdida de una de sus hijas llamada Fidela, pero los trabajadores y toda la concurrencia le piden sea la madrina de la locomotora. De tal forma que la máquina de vapor 296 llevará el nombre de su hija, «Fidelita». Desde ese momento así se conoció a esta locomotora, la más famosa de las dos construidas en los talleres de Acámbaro por las manos de maestros y personal, todos ellos acambarenses. Al salir de la División Pacífico, donde estaba asignada, llegó a los talleres de Puebla y ahí fue adaptada al escantillón de vía ancha, sufriendo el cambio numerario a decir 907, perdiéndose el destino de esta locomotora.  

### La Asociación de Amigos del Ferrocarril
En el siglo XVII surgió una nueva forma de sociabilidad en las grandes ciudades que las transformó radicalmente. La sociedad burguesa comenzó a trasladar las reuniones sociales desde las grandes casonas de familias ricas, hacia lugares como cafés, bares, librerías donde se sostenían discusiones públicas sobre temas “cultos” del momento. En estas reuniones de personas que no necesariamente estaban relacionadas por parentesco, comenzaron a surgir clubes y otras formas de agrupaciones con fines exclusivamente “culturales”.  La historia de estas corporaciones podría incluso remontarse hasta el Renacimiento, aunque proliferaron sobre todo a partir de la Ilustración.
El desarrollo global del pensamiento liberal, en el siglo XIX, consolidó este asociacionismo como el modelo hegemónico para la organización del conocimiento. Por ello, en este tiempo era muy extraña la ciudad que no tenía una “asociación de amigos” destinada al ámbito cultural. Surgieron por todo el mundo redes de intelectuales que discutían y reflexionaban en torno a distintas temáticas, principalmente sobre Arte e Historia Natural, reuniendo a la par grandes colecciones arqueológicas, naturalistas, históricas y artísticas que, posteriormente, darían origen a los museos de distintas partes del mundo. Generalmente se trataba de personas de estratos socioeconómicos altos que organizaban exposiciones para mostrar trabajos premiados en concursos convocados por la misma asociación o para dar cuenta del progreso de los académicos que la conformaban y sus discípulos.

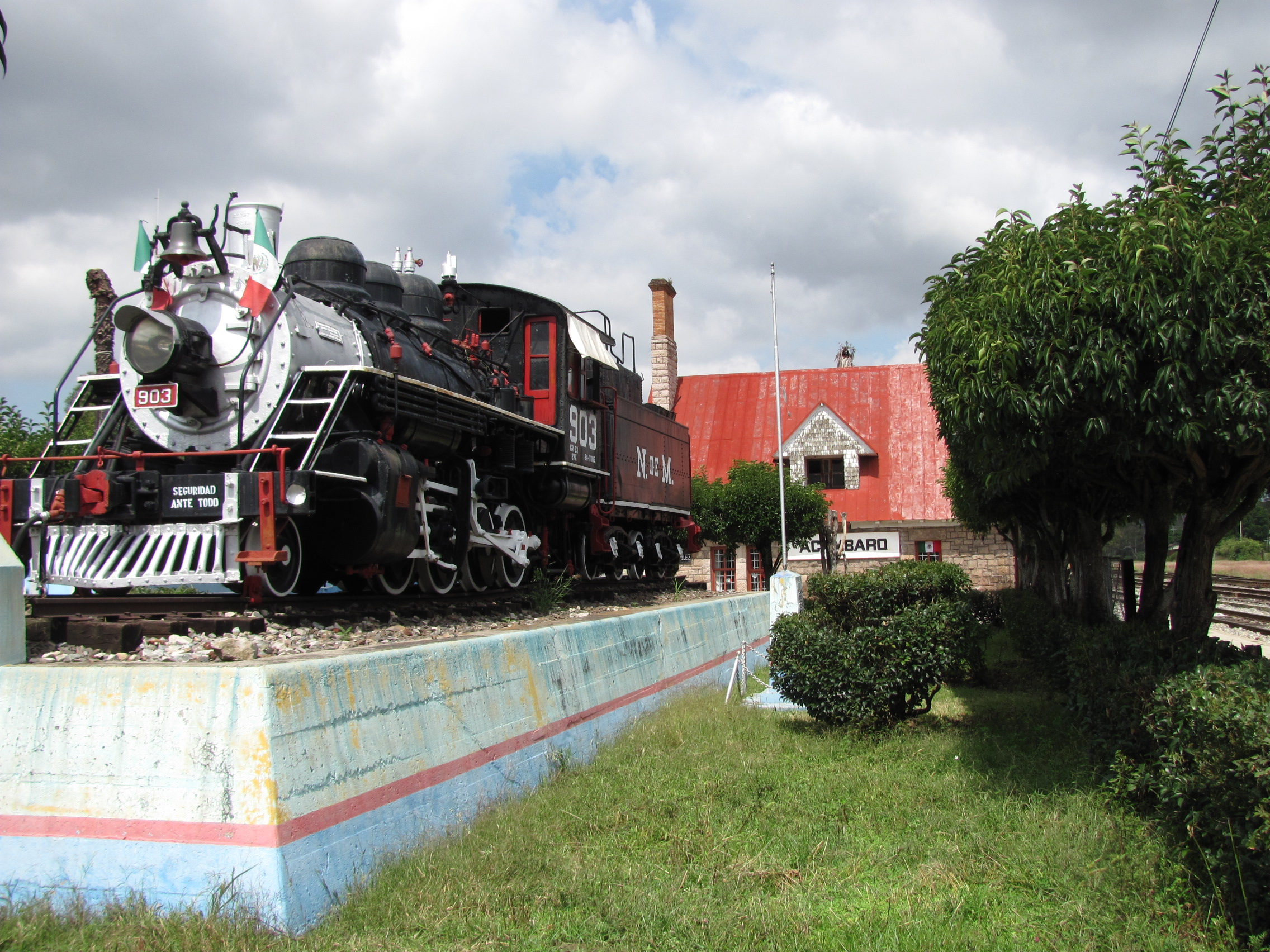
Locomotora de vapor en el museo.

A lo largo del siglo XIX, las asociaciones de amigos tenían el fin de promocionar las artes y ciencias contribuyendo grandemente en la producción artística, así como en la preservación patrimonial. Específicamente las asociaciones de amigos de los museos han sido realmente poco analizadas por la museología, a pesar de la gran importancia que estas organizaciones tienen para dichas instituciones. En ese entonces, como ahora, muchas veces las asociaciones de amigos sustituyeron el papel del Estado en la gestión del patrimonio. 
En Acámbaro, fue hasta finales del siglo XIX cuando comenzaron a surgir y multiplicarse este tipo de organizaciones. Primero, se crearon clubes liberales artísticos a partir de las tertulias realizadas en las antiguas casonas de la ciudad, del mismo modo en esos espacios existieron asociaciones espiritistas no institucionalizadas que celebraban reuniones privadas en distintos domicilios privados. La primera de estas organizaciones en constituirse oficial y públicamente fue la Sociedad Mutualista Cuauhtémoc, la cual fue fundada por personajes reconocidos como Francisco Sámano y José Norberto Soria, entre otros. Después de la creación de esta, a lo largo del siglo XX aparecieron muchas asociaciones más que tenían objetivos científicos, patrióticos y artísticos muy específicos. En ese sentido, una de las más recientes, es la Asociación Amigos del Ferrocarril de Acámbaro A.C., fundada en el año de 1993.
Sin embargo, sus raíces se distinguen del origen común burgués que tienen las asociaciones de amigos de los museos en otras partes del mundo. El antecedente más antiguo de dicha asociación acambarense se encuentra más bien en las Sociedades Ferrocarrileras o Sindicatos de Oficio, aparecidos en torno al trabajo ferroviario en 1900. Estas tuvieron una fuerte influencia de las hermandades y sociedades mutualistas estadounidenses por lo que, a partir de la década de 1920, comenzaron a celebrar congresos que tenían el propósito de consolidar la creación de una Confederación de Sociedades Ferrocarrileras de la República Mexicana la cual recibió el reconocimiento de Ferrocarriles Nacionales de México un año después, en 1921. Los siguientes diez años, las 16 distintas sociedades confederadas enfrentaron distintas luchas laborales que seguían siendo discutidas en Congresos Ferrocarrileros hasta que en el cuarto de ellos todos los representantes decidieron transformar totalmente su organización. Así, se creó el 13 de enero de 1933 el Sindicato de Trabajadores Ferrocarrileros de la República Mexicana.
Después de esto, el presidente Lázaro Cárdenas del Río decretó la administración obrera de F.N.M. Con esto también se entregó al sindicato el manejo de la identidad, la memoria y el patrimonio ferroviarios, aunque tales gestiones memoriales comenzaron a hacerse evidentemente necesarias frente al avance del concesionamiento del sistema ferrocarrilero nacional. Así, en la década de los setenta, F.N.M. enfrentó dicha necesidad mediante un proyecto de salvaguarda del patrimonio histórico y cultural generado por los trabajadores ferrocarrileros a lo largo del tiempo. De este modo, para la década de los ochenta se enfrentó la privatización de esta empresa estatal, que fraguó la identidad nacional en sus talleres, mediante la creación del Museo Nacional de los Ferrocarriles Mexicanos en el año de 1988. De hecho, su creación se pensó como un rescate de la herencia cultural y tecnológica ferrocarrilera, además de como un espacio para la preservación y el estudio de la misma. Esto pondría en marcha un programa de corte nacional de rescate del patrimonio histórico, cultural y artístico de los F.N.M. que se oficializó hasta 1995. Sin embargo, desde finales de la década de los ochenta y principios de la de los noventa comenzaron a crearse asociaciones locales y regionales de amigos del ferrocarril que tenían el objetivo principal de rescatar la memoria y el patrimonio.
La importancia que tuvo Acámbaro en el desarrollo de los Ferrocarriles Nacionales de México hacía inevitable el surgimiento de la Asociación de Amigos del Ferrocarril en este municipio del Bajío. Por este motivo, en septiembre de 1993 un grupo encabezado por Jaime García de Alba y Antonio Villa Herrejón, consolidó la creación de esta organización compuesta por trabajadores del ferrocarril retirados y activos quienes tenían dos objetivos específicos. El primero de ellos era la localización, traslado, restauración y preservación de las locomotoras de vapor 295 y 296 producidas en los talleres de Acámbaro. El segundo de sus objetivos era el establecimiento de un museo local del ferrocarril en la antigua estación de la ciudad.

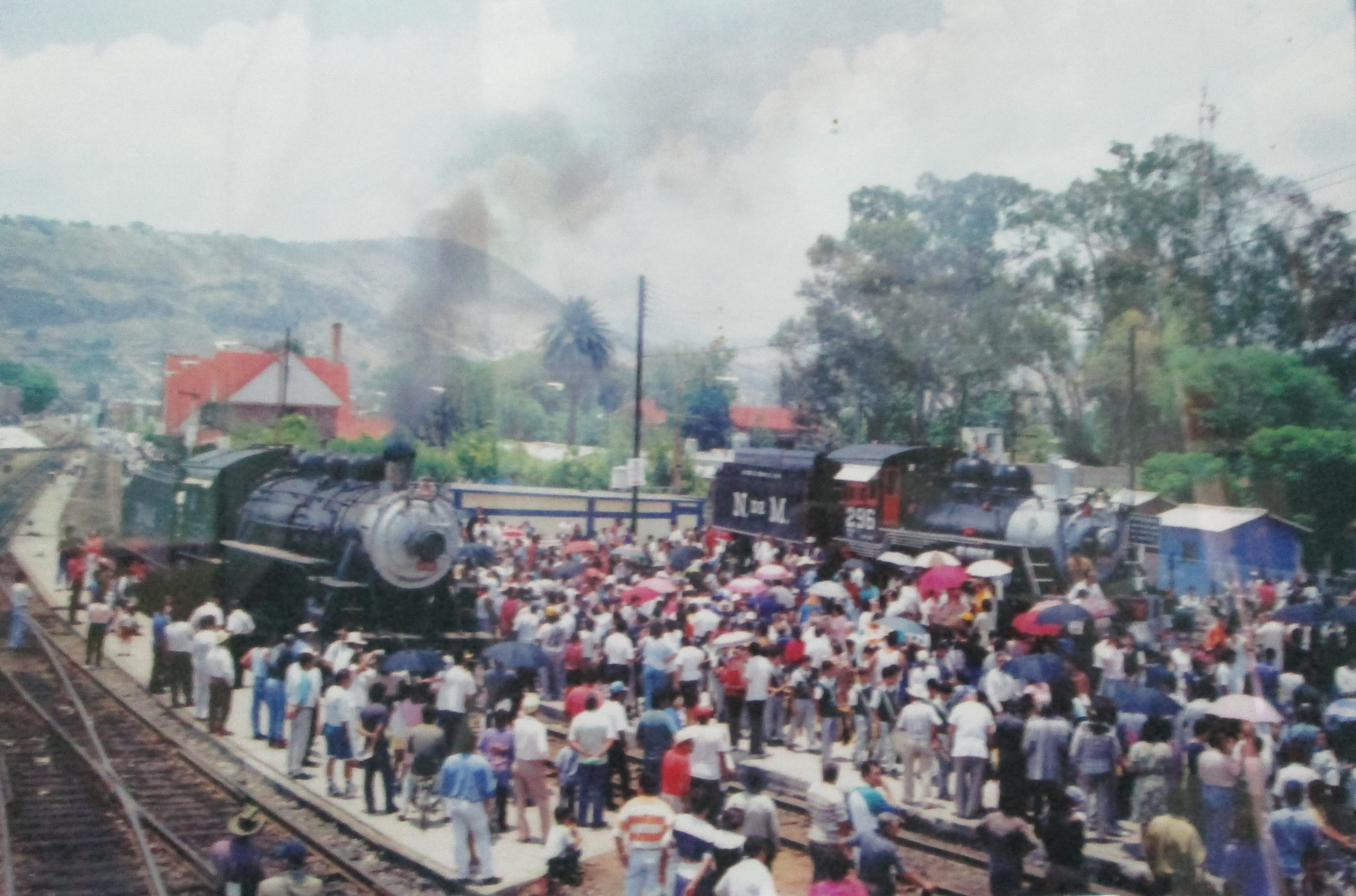
El 10 de junio de 1994, la máquina de vapor 296 en su regreso a Acámbaro

Se realizó una exhaustiva investigación documental y de historia oral, que permitieron localizar a la locomotora «Fidelita» un año después de la creación de la Asociación de Amigos del Ferrocarril de Acámbaro. Así, en febrero de 1994, el director de FNM autorizó su traslado a su lugar de origen el cual fue logrado con mucho esfuerzo y un trabajo colectivo significativo. Después de muchos años de haber permanecido en un pedestal en la estación de Cañitas, Zacatecas, Fidelita regresó a Acámbaro. El 10 de junio de 1994, se realizó una solemne ceremonia, sonaron las campanas de la parroquia, y silbaron las locomotoras después de que la “novia” de Acámbaro fue colocada en un espacio de la estación del ferrocarril donde pudiera ser admirada por quienes cotidianamente aún ahí laboraban. No sucedió lo mismo con su hermana mayor,  «La Exploradora», que de acuerdo con la historiadora Emma Yanes Rizo fue vendida al gobierno de Guatemala en 1953 donde permaneció en funcionamiento muchos años. De hecho, en 2019 el historiador Jesús Cervantes, miembro de la asociación, y el actual presidente de la misma José Guadalupe Herrera Tapia continuaban la búsqueda de la 295, que podría encontrarse dando servicios turísticos en Colorado. Su búsqueda abandonó Centroamérica, cuando el cronista guatemalteco César Urrutia confirmó que su país nunca adquirió la locomotora y que habría llegado a Estados Unidos en 1965.

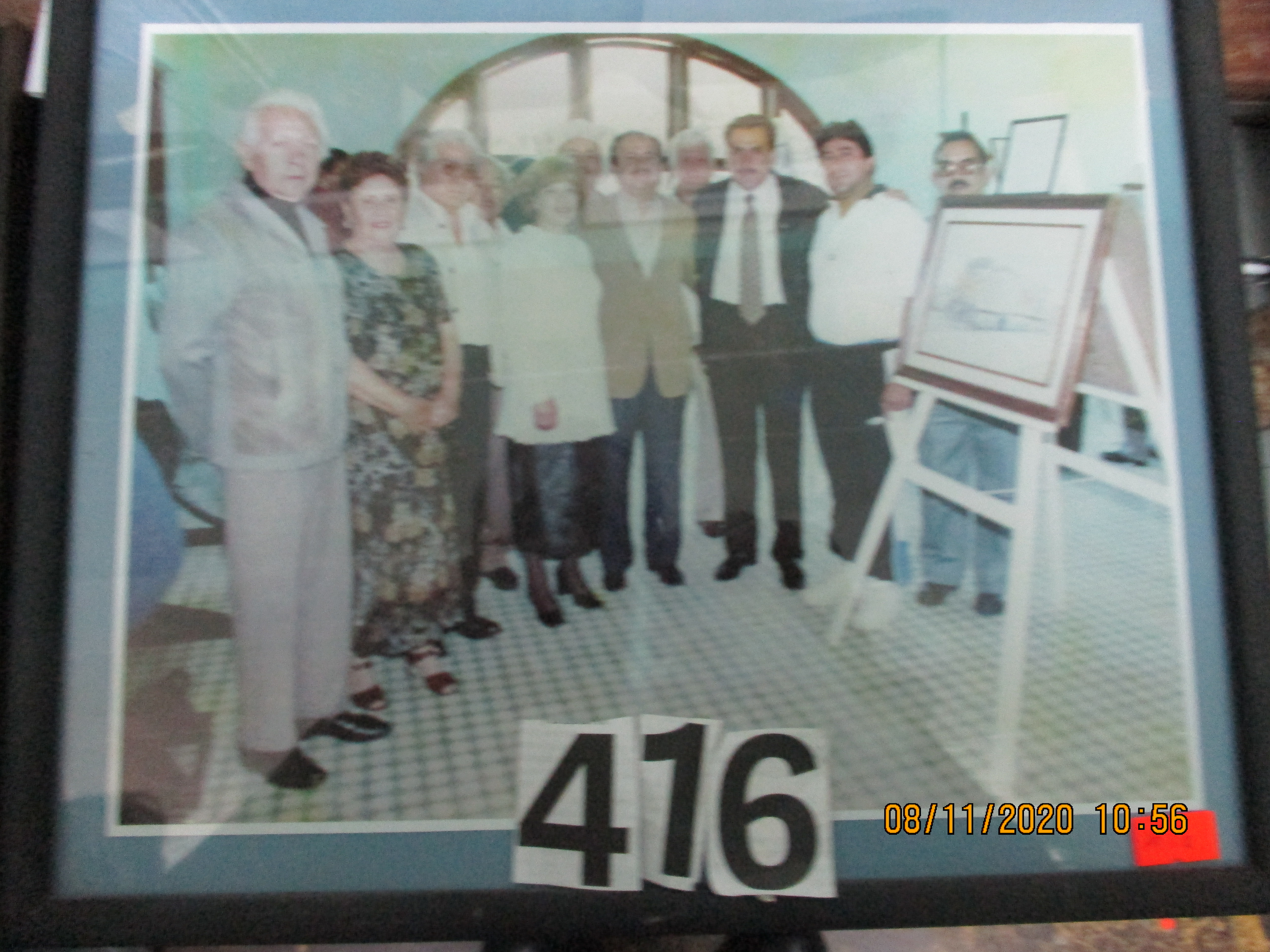
Fotografía de la inauguración del museo, exposición permanente

Fue hasta el año de 1993, que John Kirchner, ferroaficionado de la Universidad de Los Ángeles, California, quien informó que dicha locomotora se encontraba en la estación de Cañitas (hoy Felipe Pescador), Zacatecas, de donde una comisión de Ferroaficionados Acambarenses, después de comprobar los datos originales, iniciaron los trámites para regresar tal locomotora a su lugar de origen, efectuando dicho traslado el 10 de junio de 1994, ubicándola en su pedestal donde permanece como acervo del Museo Ferrocarrilero José Cardoso Téllez.  Desgraciadamente, el declive del Taller comenzó al suprimir varios puestos de trabajo en 1994, por la entrega en concesión a la empresa norteamericana Motive Power Industries (MPI) para la reparación de locomotoras. Tal empresa, quizá desmotivada por la falta de tránsito rielero, concesionó el servicio de atención en 1997 al gigante General Electric, empresa que cerró completamente el servicio en el año 2000. Así, en pocos años, se selló la historia del Taller Ferrocarrilero de Acámbaro, Guanajuato, llevando sus oficios al Taller de San Luis Potosí. El mismo fin lo tuvo la estación acambarense, pues las empresas concesionadas dejaron de utilizarla. Lo anterior permitió el establecimiento del Museo del Ferrocarril en el espacio donde se ubicaba el hotel primero, y después el restorán de la estación rielera.  